# Tõrva kommun
Tõrva kommun (estniska: Tõrva vald) är en kommun i landskapet  Valgamaa i södra Estland. Staden Tõrva utgör kommunens centralort.
Kommunen bildades den 21 oktober 2017 genom en sammanslagning av staden Tõrva, kommunerna Helme, Hummuli och Põdrala samt en del av Puka kommun (byn Soontaga).

## Orter
I Tõrva kommun finns en stad, två småköpingar samt 37 byar.

### Städer
- Tõrva (centralort)

### Småköpingar
- Helme
- Hummuli

### Byar
- Aitsra
- Ala
- Alamõisa
- Holdre
- Jeti
- Jõgeveste
- Kalme
- Karjatnurme
- Karu
- Kaubi
- Kirikuküla
- Koorküla
- Kulli
- Kungi
- Kähu
- Leebiku
- Linna
- Liva
- Lõve
- Möldre
- Patküla
- Piiri
- Pikasilla
- Pilpa
- Pori
- Puide
- Ransi
- Reti
- Riidaja
- Roobe
- Rulli
- Soe
- Soontaga
- Taagepera
- Uralaane
- Vanamõisa
- Voorbahi